# Rudolf Urban
Rudolf Urban (Kassa, 1980. március 1. –) szlovák válogatott labdarúgó, középpályás.

## Mérkőzései a szlovák válogatottban
| #  | Dátum                | Ellenfél      | Eredmény | Kiírás              | Esemény |
| -- | -------------------- | ------------- | -------- | ------------------- | ------- |
| 1. | 2003. augusztus 20.  | Kolumbia      | 0 – 0    | barátságos mérkőzés |         |
| 2. | 2003. szeptember 10. | Macedónia     | 1 – 1    | Eb-selejtező        | 72'     |
| 3. | 2003. október 11.    | Liechtenstein | 2 – 0    | Eb-selejtező        | 46'     |
| 4. | 2004. április 28.    | Ukrajna       | 1 – 1    | barátságos mérkőzés | 90+1'   |
| 5. | 2004. július 9.      | Japán         | 1 – 3    | Kirin-kupa          | 73'     |
| 6. | 2004. december 2.    | Thaiföld      | 1 – 1    | Király-kupa         | 46'     |

## Sportpályafutása
Rudolf Urban Kassán kezdte meg pályafutását, ahol 22 éves koráig játszott. Itt együtt futballozott Robert Semeníkkel, illetve Radoslav Krállal. A szlovák első osztályban 1999 nyarán mutatkozott be, 19 évesen lépett pályára először Rimaszombatban. Ezután 4 évig a Rózsahegy gárdáját erősítette, ahol bajnoki címet is szerzett.
Első válogatottságára New Yorkban került sor: Kolumbia ellen kapott lehetőséget (az eredmény 0–0). Ezt követően még Eb-selejtezőkön is pályára lépett Macedónia és Liechtenstein ellen.
A 2006/2007-es szezont a pozsonyi Inter Bratislava csapatánál töltötte.
Magyarországon a Győri ETO FC csapatával ötéves szerződést kötött, de kevés mérkőzésen jutott szóhoz, hamarosan visszatért szülőföldjére.
A szlovák játékos negyvenszeres korosztályos, hatszoros olimpiai válogatott. Háromszor lépett pályára barátságos mérkőzésen, négyszer pedig tétmérkőzésen a szlovák felnőtt válogatottal.

## A játékos profilja
- Jelenlegi klubja: Piast Gliwice, 1 Liga (Lengyelország)
- Jelenlegi szerződésének érvényessége: 2013. június 30.
- Magassága: 1,81 m
- Testsúlya: 75 kg
- Pozíciója: középpályás - központi középpálya
- Láb: jobb
- Piaci értéke: 350,000 €